# Barleber See II
Der Barleber See II liegt unmittelbar östlich vom Barleber See I im Norden von Magdeburg. Er ist durch Kiesabbau entstanden, der bis in die Mitte der 1990er Jahre betrieben wurde. Der See hat oberirdisch weder einen Zu- noch einen Abfluss und steht nur mit dem Grundwasser in Verbindung. Er ist von annähernd dreieckiger Gestalt mit abgerundeten Ecken und erstreckt sich in Nord-Süd-Richtung etwa 1,2 km, in Ost-West-Richtung etwa 1 km. Nordöstlich des Sees, nur durch einen knapp 150 m breiten Landstreifen getrennt, verläuft der Rothenseer Verbindungskanal, nördlich der Mittellandkanal, südöstlich die Bundesautobahn 2. Die Uferlinie des Sees gilt als der niedrigste Punkt im Stadtgebiet Magdeburg.

## Flora und Fauna
Solange der Kiesabbau betrieben wurde, wurden durch Tonminerale im Kieswaschwasser die vorhandenen Phosphate ausgefällt, so dass der See 1994 als mesotroph galt. Noch 1999 traten nur wenige Arten Phytoplankton auf, die jedoch zusammen mit hydrologischem Detritus einer größeren Artenvielfalt an Zooplankton zur Nahrung dienten.
Die Umgebung der Barleber Seen dient als Lebensraum von Neuntöter, Sperbergrasmücke, Rohrdommel und Zwergdommel. Hier brütet auch die Rohrweihe, und Vorkommen des Schwarzspechts sind bekannt.

## Nutzung
Da die Ufer im Osten und Süden befahrbar sind, wird der See zum Baden und Windsurfen genutzt, obwohl offiziell Badeverbot besteht. Durch Befahren bis fast an den Gewässerrand wurde die Ufervegetation zerstört, und die Ufer wurden stark verschmutzt. Mit dem Bau der Schleuse Rothensee 1997 bis 2001 war eine Uferprofilierung am Barleber See II verbunden, bei der Flachwasserzonen mit Laichplätzen für Fische geschaffen wurden.